# Tシャツ

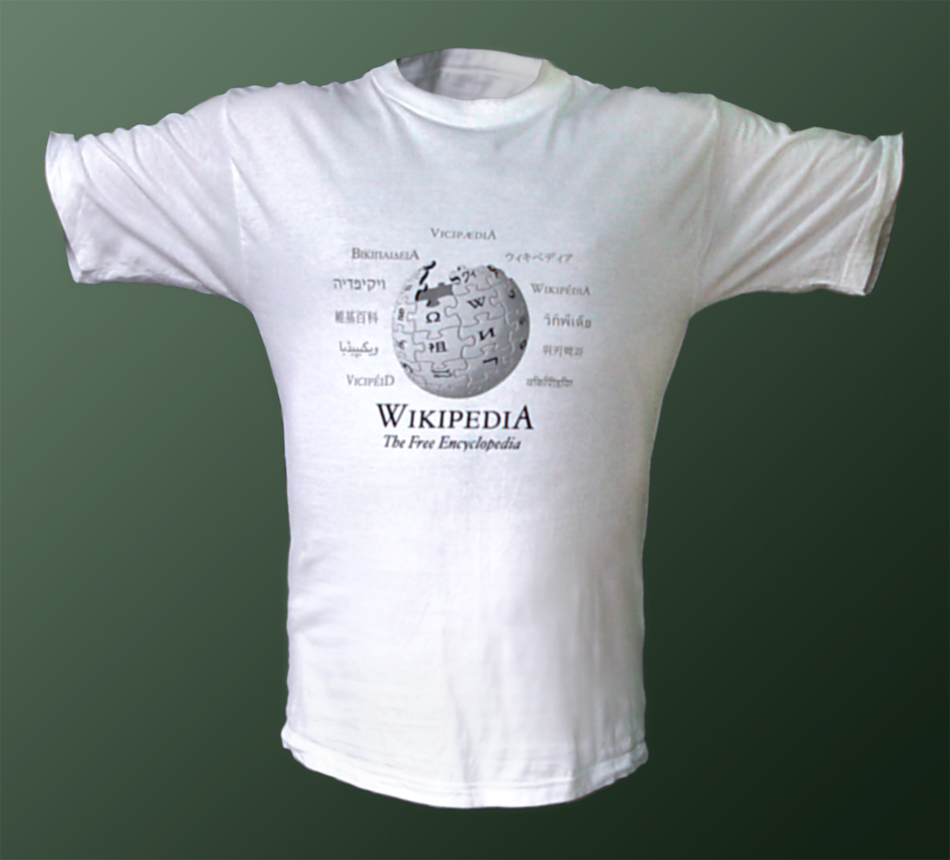
Tシャツの一例

Tシャツ（ティーシャツ、英: T-shirt または tee-shirt、英語発音: [ˈtiːˌʃəːrt] ティーシャートゥ）は、襟（えり。カラー）が付いていない、袖の短いあるいは袖の無いシャツのこと。teeと略されることもある。

## 概要

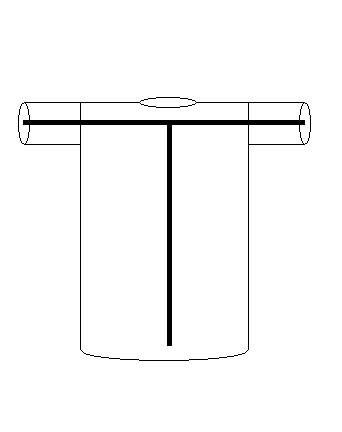
Tの文字に見える

Tシャツは関税率表によると以下のように定義されている。

関税率表 61.09項 1.Tシャツ
1. 綿製又は人造繊維製であること
2. メリヤス編み又はクロセ編みであること
3. 編目の数が縦、横それぞれ1cmにつき10以上であること
4. 襟を有しないこと
5. ネックラインが開いておらず、ぴったりしているか又は低いネックライン（ラウンドネック、スクェアネック、ボートネック又はVネック）であること
6. ぴったりとした、長袖又は短袖を有すること
7. ボタンその他の締め具を有しないこと
8. 裾に締めひも、ゴム編みのウエストバンドその他の絞る部分を有しない（通常、縁どりがしてある。）こと
9. 裏地及び詰め物を有しないこと

広辞苑第六版によると、両袖を左右に広げた時に英字Tの文字に見えるためこう呼ばれている、とのことである。
布はメリヤス。繊維素材はもともとは綿100%が基本ではあったが、麻のものもありポリエステルやポリウレタンなど化学繊維のものも増えている。
Tシャツの起源は必ずしも明確ではないが、アメリカ軍の兵士が着用した下着といわれている。もともとは男性用下着であったのだが、1960年代後半以降は、男女ともに着る普段着やスポーツウェアとして普及している。
色彩はもともとは下着として使われたのでもっぱら白色であったが、トップス（一番外側に着る服）として着用されるようになってからは、さまざまな色のものが一般的になっている。
価格はさまざまである。安価に大量に売られている。アパレル店の販売推進のためのネタとしてタダ同然の極端な安価もしくは無料プレゼントなどとして広告チラシなどに掲載されることもある。その一方で、1970年代当時の素材で作られたTシャツはマニアの間ではプレミア価格で取引されることもある。
しわになりにくく、アイロンがけが不要で、煩雑な手入れは不要である。

## 歴史

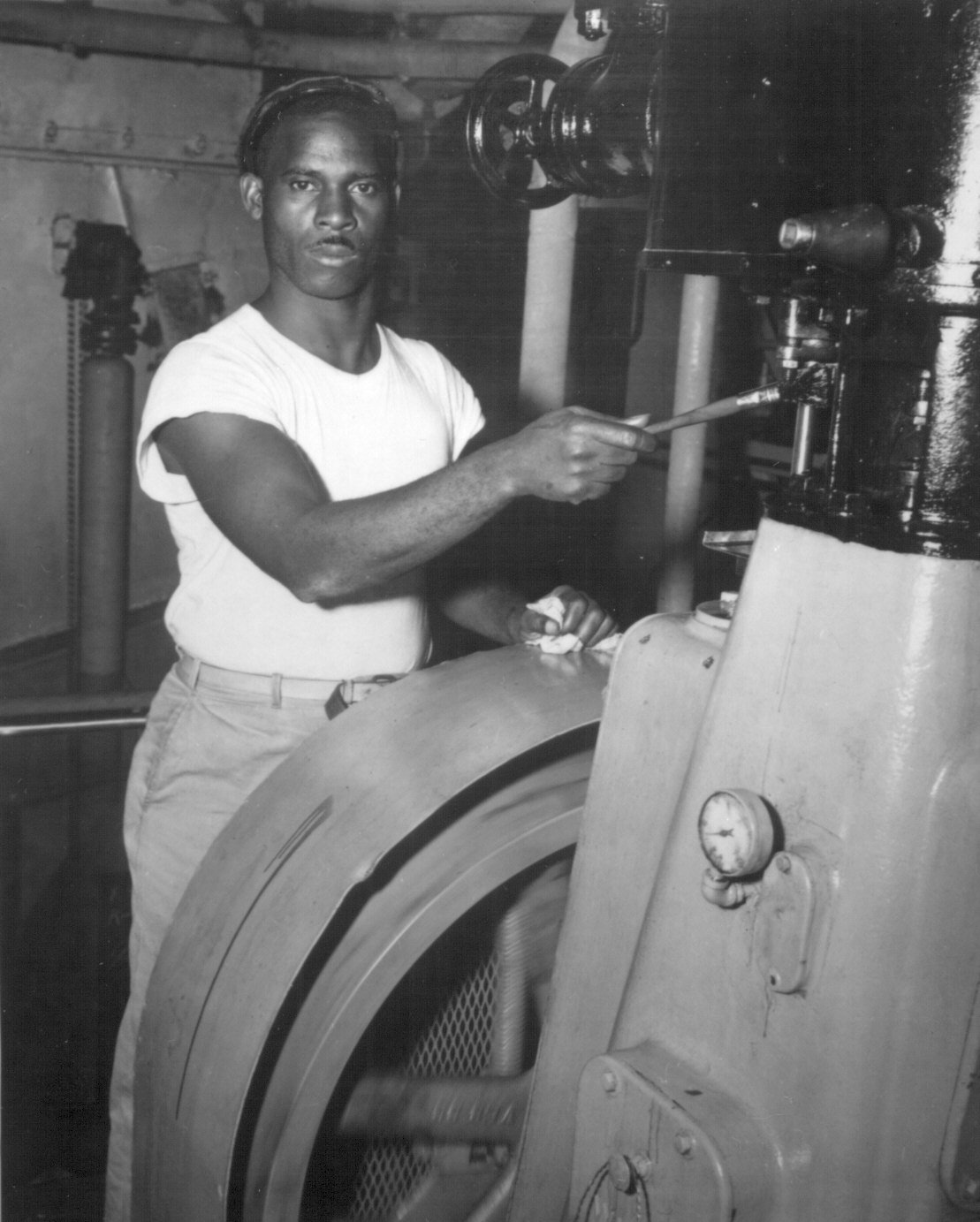
1940年代のアメリカの船員がTシャツを着用しているところ

先述のようにTシャツの起源は必ずしも明確ではないが、アメリカ軍の兵士が着用した下着といわれている。もともとは下着の一種であり、あくまで肌着（肌の上に直接着用する服）であった。1900年代初めには、裁縫ができない独身男性のためという宣伝で売られたこともある。
1950年代に映画『欲望という名の電車』でマーロン・ブランドが着ているのをアメリカの若者が見て影響を受けて流行しはじめた。
プリント技術を使いさまざまなデザインを施すことでトップスとしても使えるようになった。
もともとアメリカでも肌着で外出することは「恥ずかしいこと」とされていたが、1960年代後半あたりから自由を重んじるアメリカの若者が、大人たちが押しつける既成概念を打破して自由に着用するようになった。第二次世界大戦後にアメリカナイズされた国々でアメリカの若者を模倣して着用することが流行しはじめた。そのような国のひとつである日本の若者たちのうちアメリカに憧れる者たちは1970年代にはそれを模倣するようになった。

## 種類

### 首周りの種類
- Vネック
  - 襟ぐりがV字形をしたシャツ。女性用のシャツから発展したもの。
- Uネック
  - 襟ぐりがU字形をしたシャツ。
- ラウンドネック（丸首）
  - 襟ぐりが丸いシャツ。
- クルーネック
  - ラウンドネックと似ているが襟ぐりがより浅いシャツ。ローネックとも。
- ボートネック
  - 横に長く前後に浅い襟ぐりのシャツ。ボートと形に似ていることから。
- キーネック
  - 正面に切り込みが入ったシャツ。鍵穴と形が似ていることから。
- ヘンリーネック
  - ボタン付きのシャツ。ボート競技のユニフォームまたは練習着が元になった。

### 素材の種類
次のような種類がある。
- 綿100%
- 綿と化学繊維の混紡
- 化学繊維のみ

### 見た目の種類
- 無地
- 模様
- ロゴ
- 下着用には白や薄い灰色・らくだ色（英語版）・ベージュの無地が多く、（薄い、灰色・らくだ色・ベージュの無地、石竹色や檸檬色 ラベンダー、水色は）シャツの衿や袖口が透けにくいことで女性やワイシャツを着用する者に愛用者がいる。
- 丁

- さまざまな色のTシャツ、プリント柄つき
- 緑色のTシャツ、ポケット付き
- 絞り染めのTシャツ

### サイズの種類
レギュラーフィット
形は一般的なBOXシルエット、身幅が広く、着丈が短いのが特徴。前身頃と後身頃がスリット(切目)や縫いつけがある。スリットがあるのは外出し用になる。現在は下着として着用する事も多い。着心地が堅めで首周りや袖口が太い平編みや鹿の子編みのシャツが多い。
タイトフィット
肩～脇の下まわりが細めで、身幅が細く、着丈が短いのが特徴。やや細目の着こなしをする場合に適している。生地もより伸縮性に富むものが多く、スポーツウェアでもよくこのシルエットのものが見られる。前身頃と後身頃がスリットや縫いつけがある。首回りや袖口が柔らかく、伸縮性のある起毛のあるフライス編みのシャツが多い。
下着用のシャツ
下着としての着用が目的のTシャツ。形はBOXシルエットやタイトフィットなどメーカーやブランドにより様々だが、上に衣類を着てもダボつかないようフィット感があるものが多い。ファッションとしての着用が目的の物に比べ、着丈が長いのが特徴。また、生地もやや薄手となる。前身頃と後身頃が平らで、スリットや縫いつけがされていない。ジジシャツと言われることもある。着心地が柔らかめで伸縮性のあるフライス編みのシャツが多い。近年では夏用に冷感素材を使ったものや、冬用に発熱素材を使ったものが人気を博している。
ボタン付きシャツ
主に下着用や介護用に使われることが多い、ボタンで着脱を容易にし快適に着替えることが出来る。鯉口シャツやカーディガンに外見や用途が酷似している。

## ファッション・アイテムとしてのTシャツ
Tシャツは、イメージしたいファッションを安価に、そして気軽に取り入れることができる。男性が女性のファッションを取り入れたり、大人が子供のファッションを取り入れたりすることも容易である。
1990年代には、男性の間で、体にぴったりフィットした女性向けのTシャツが流行ったことがある（「ピタT」と呼ばれた）。また、従来は子供服として多かったラグラン袖のTシャツ（袖だけにカラフルな色がついており、ベースボールTシャツとも呼ばれている）や、キャラクターがプリントされたTシャツを着る大人が男女問わず増えている。
他にもTシャツ同士を重ね着するスタイルや、最初から重ね縫い合わせてあるフェイクレイヤードシャツなどもある。
またデザイナーズTシャツと呼ばれる分野も人気を呼んでおり、その個性的なデザインを求める人も数多い。

## Tシャツのメッセージ性
Tシャツは表面のプリントによって企業の広告媒体になったり、政治的スローガンを載せたり、自己の趣味・価値観を表明するコミュニケーションツールとなることもある。
Tシャツのうちトップス（下着ではないものとして着るもの）は、ひとから見られるわけなので、しばしば自己表現の手段としても用いられる。スローガンが入ったTシャツを着たり、あるいは個人的な信条や、応援するスポーツチーム、お気に入りのアーティストやブランドなどに対する愛着を表現するために着る人もいる。特にTシャツ発祥の地のアメリカは、自己表現を積極的に行う文化が広く浸透しており、Tシャツのデザインから相手の信条、嗜好などを読み取れる事もしばしばある。
Tシャツは政治的・文化的・思想的に時代を反映するものも多く、文化史やメディア史の研究素材にもなっている。
グループやチームのユニフォームのように着用する例もある。
- IRON MAIDENのロゴがプリントされたTシャツでなにげなく自分を表現する人。
- LGBTのイベントで、しっかり主張したいことをプリント柄にしたTシャツを着用している人

## ギャラリー
- ハンガーで吊るした状態で売られているTシャツ（世界各地のカジュアルウェアのショップで見られる光景）
- 多様なプリント柄を展示して販売されているTシャツ（エルサレムの旧市街のマーケット）
- 同様に販売されているTシャツ（クアラルンプールの中央マーケット）
- 移動式の臨時販売店で売られているTシャツ（ドイツ アウグスブルグ、2009年）
- 近年の柄プリント技術（プリンターによるプリント）